# Château de La Chapelle-Faucher
Le château de La Chapelle-Faucher est un château français implanté dans le bourg de La Chapelle-Faucher dans le département de la Dordogne, en région Nouvelle-Aquitaine. Depuis 2001, il est en partie classé, en partie inscrit au titre des monuments historiques.

## Situation
Le château de La Chapelle-Faucher se situe à quelques dizaines de mètres de la route départementale 3, en bordure sud du bourg de La Chapelle-Faucher. Il est implanté en rive droite de la Côle, sur une falaise qui domine la rivière d'une trentaine de mètres, permettant ainsi de surveiller la vallée de la Côle et l'axe Brantôme - Thiviers.

## Historique
Une forteresse fut construite au début du XIIIe siècle par Helias Fulcherius de Chabans, ou Fulchier d'Agonac car il possède la seigneurie d'Agonac. Elle fut ravagée lors de la guerre de Cent Ans par le Prince Noir puis rebâtie à partir de 1485, en même temps que l'église Notre-Dame-de-l'Assomption.
En 1515, Marguerite de Farges s'est mariée avec Charles de Chabans de Joumard en lui apportant la seigneurie de La Chapelle-Faucher.
En 1569, lors des guerres de religion, une troupe de  huguenots commandée par l'amiral de Coligny tue 260 paysans catholiques qui y avaient trouvé refuge.
En 1647, le marquis de Chabans est parti soutenir le duc de Guise dans sa tentative de s'emparer de Naples. Dans cette expédition malheureuse, le marquis de Chabans est retenu prisonnier pendant deux ans puis est rentré en France. Quand il est arrivé à La Chapelle-Faucher, il a trouvé portes closes à son château dont il est l'héritier comme aîné de la famille. Sa mère et ses frères refusent de le laisser entrer en prétextant les troubles dans le pays. Les deux frères, Claude et François de Chabans, ainsi que leur mère, avaient pris le parti de la Fronde. Le marquis s'adresse alors au roi qui ordonne à un exempt de ses gardes, le sieur du Garaud des Essards, de le remettre en possession de ses terres. Après avoir renforcé ses troupes, il a fait le siège du château et a obtenu de haute lutte la reddition de François de Chabans, en 1653.
Un châtelet d'entrée est aménagé au XVIIe siècle après que l'enceinte fortifiée et le pont-levis furent rasés. Au XVIIIe siècle, ajout d'une maison d'habitation accolée aux tours du château.

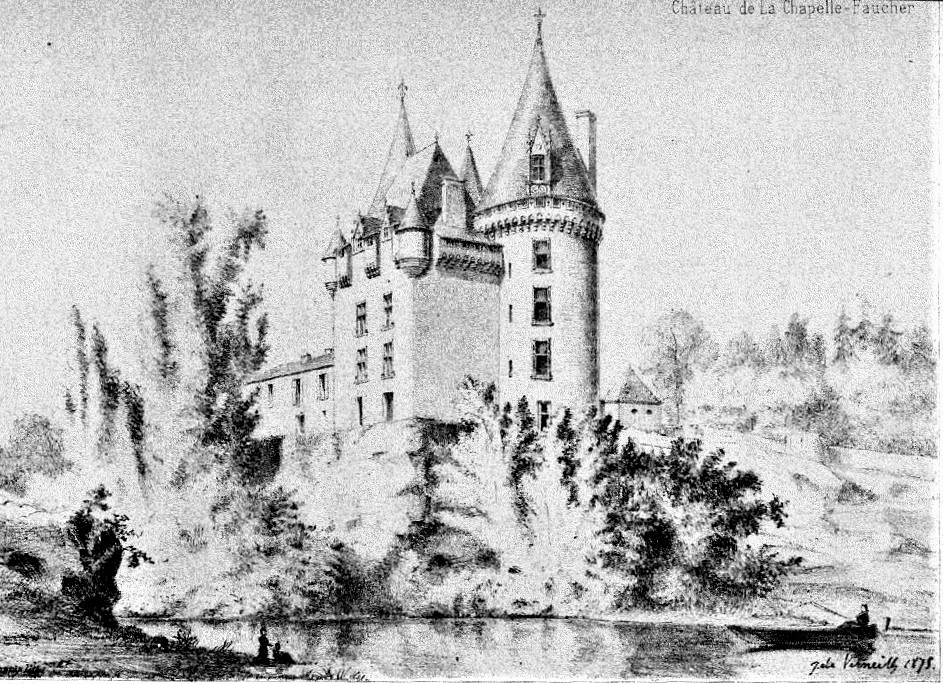
Le château de La Chapelle-Faucher en 1875 par Jules de Verneilh

Marie-Eugénie de Chabans, née en 1845, est la dernière de sa lignée. Elle se marie avec le comte de Bruc de Livernières. Elle adopte en 1912 son neveu, Alain de Bruc, et lui lègue le château de La Chapelle-Faucher.
En 1916, un incendie provoqué par la foudre anéantit les toitures du château.

## Protection
Les deux tours rondes et l'ancien corps de logis qu'elles enserrent sont classés monuments historiques depuis le 29 mai 2001 alors que le reste des bâtiments du château, ses dépendances, son châtelet d'entrée ainsi que son pigeonnier, situé au-delà de la route départementale 3, sont inscrits au titre des monuments historiques depuis le 13 février 2001.

## Galerie

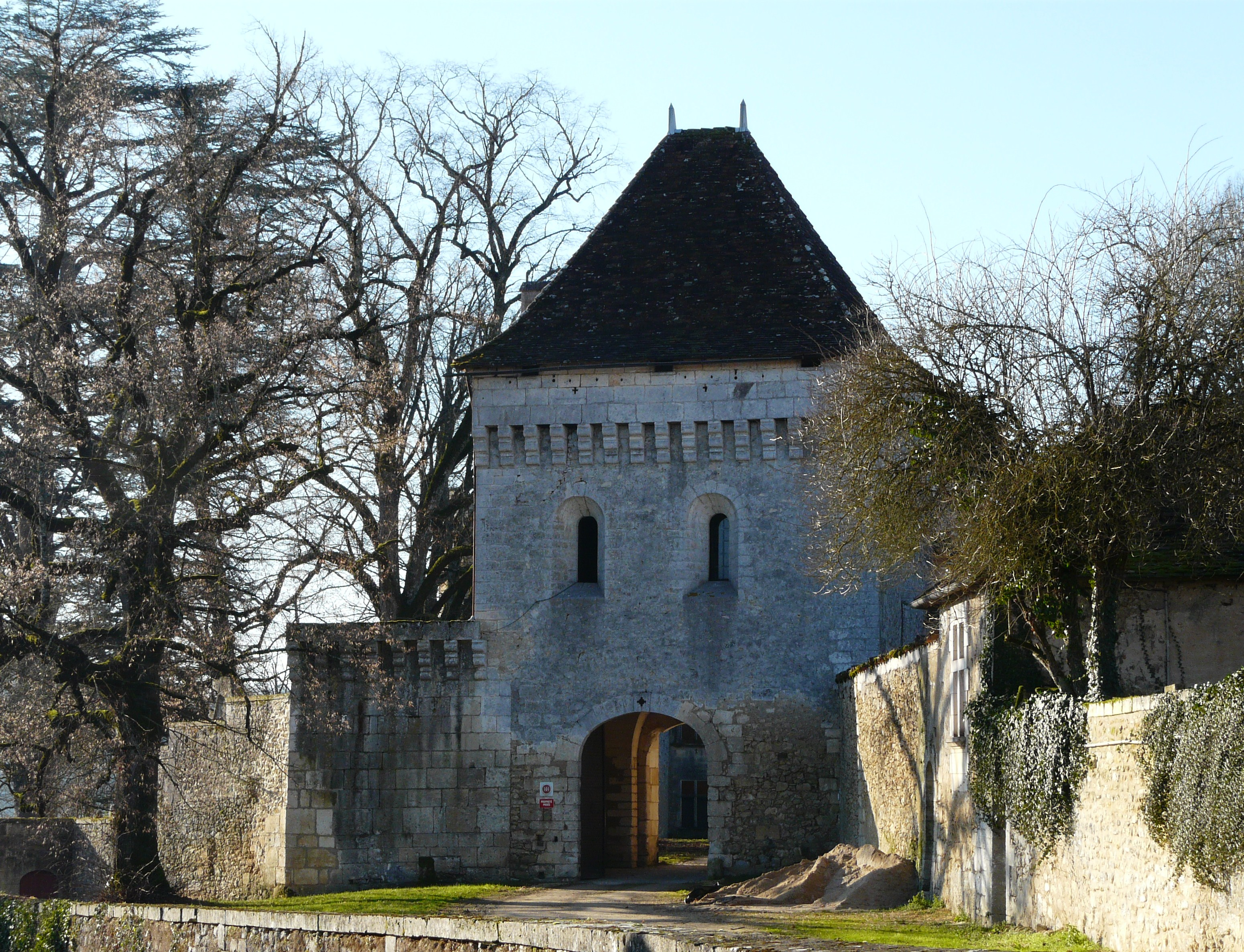
Le châtelet d'entrée
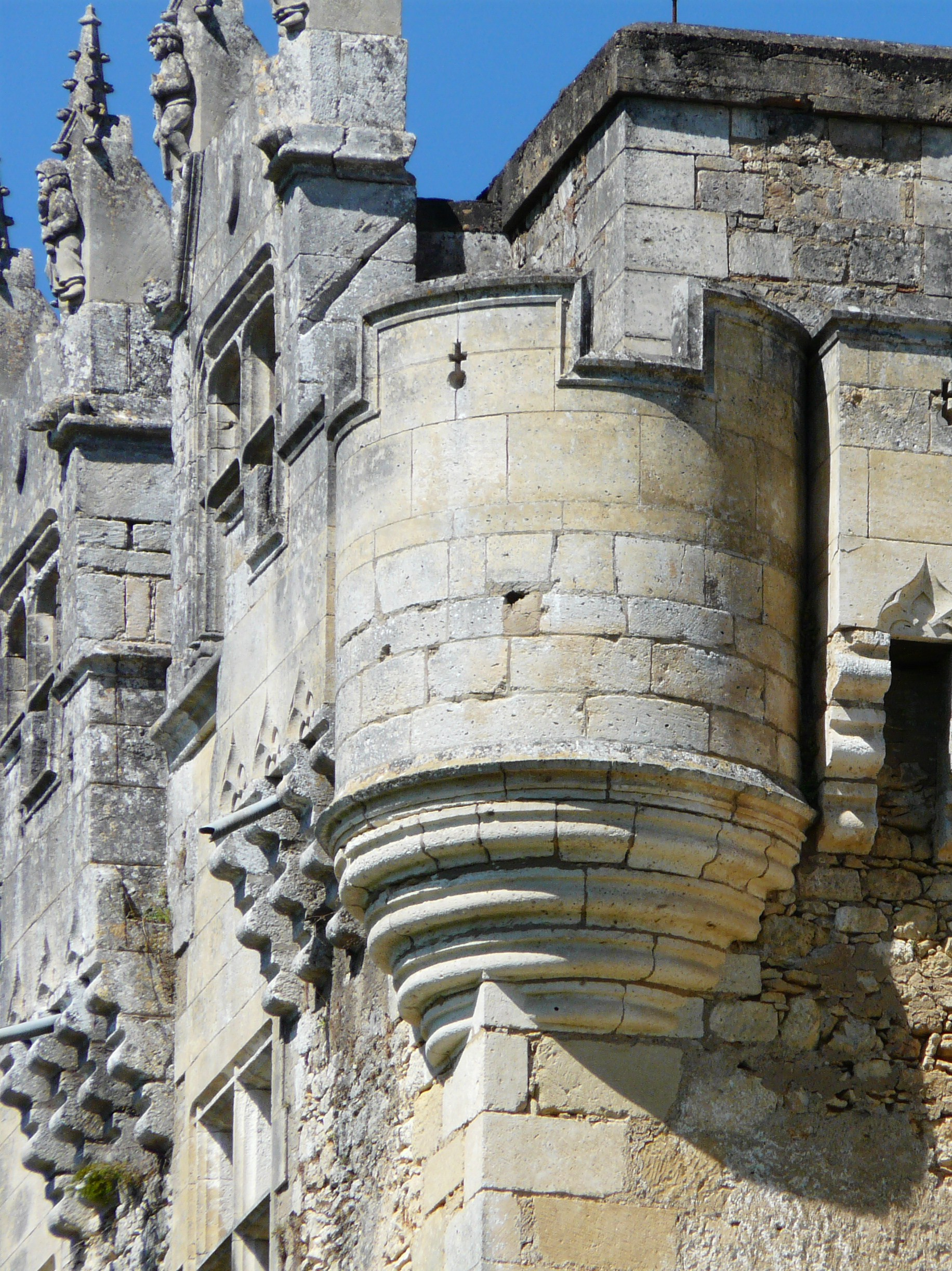
L'échauguette à l'angle sud-est
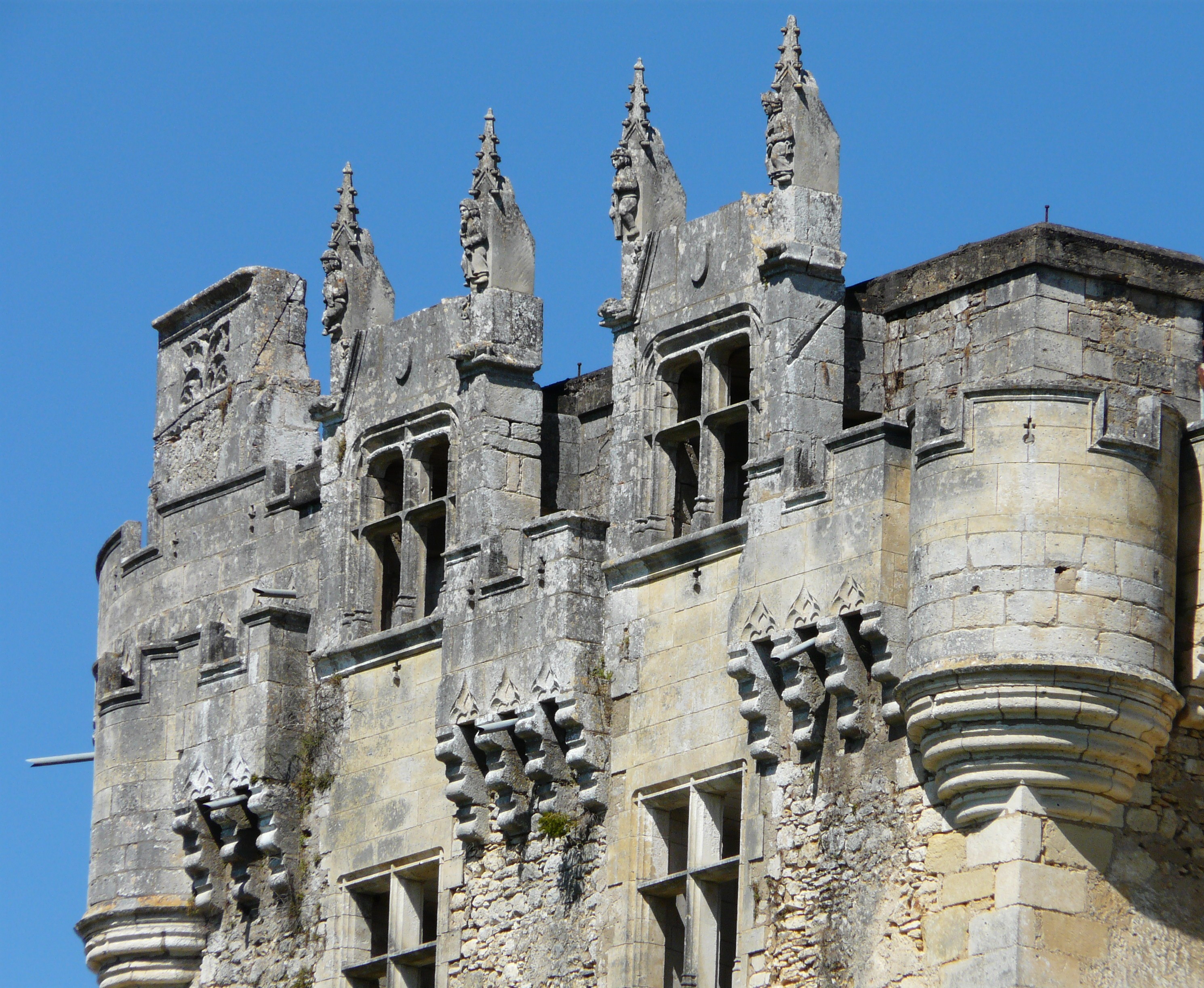
Les lucarnes côté sud
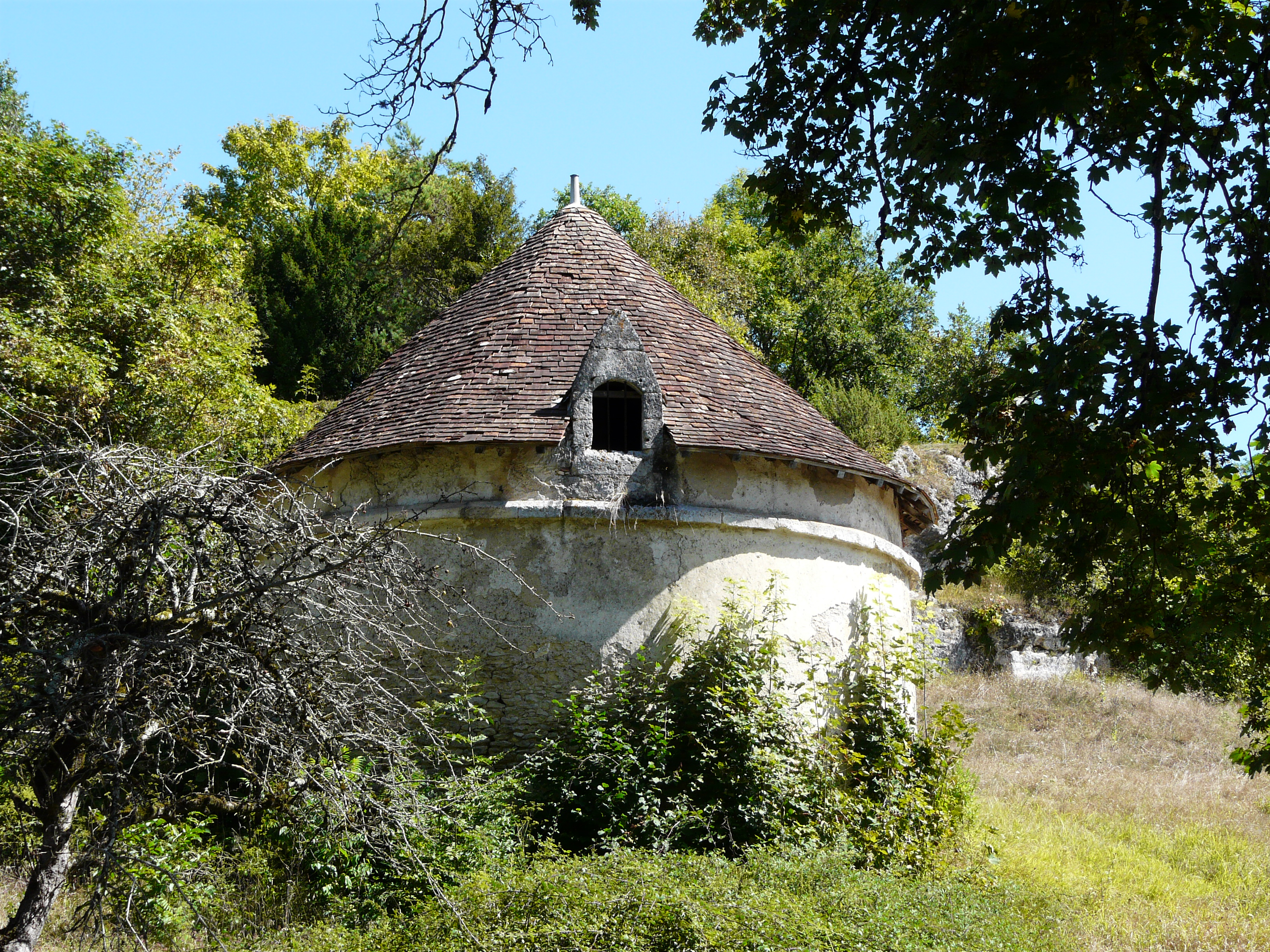
Le pigeonnier